# Ferenc Palánki
Ferenc Palánki  (n. 11 martie 1964, Balassagyarmat, Nógrád, Ungaria) este un episcop romano-catolic maghiar.